# Вельяминов, Григорий Игнатьевич
Григорий Игнатьевич Вельяминов — боярин, дворянин московский и воевода XVI века на службе царя всея Руси и великого князя Московского Фёдора I Иоанновича и Бориса Годунова.
Единственный сын И. Г. Вельяминова.
Участник русско-шведской войны (1590—1595). В 1590 году участвовал в Шведском походе к Нарве в должности есаула царского полка.
В 1591 был 2-м походным воеводой в Гдове.
В 1595—1596 — воевода в Орешке.
В феврале 1597 года направлен воеводой в Михайлов, но через некоторое время был отозван в Москву и послан 2-м воеводой в Смоленск.
В апреле 1598 участвовал в должности головы в Серпуховском походе царя Бориса Годунова против крымского хана Казы-Гирея Боры.
Осенью 1599 года стоял в Михайлове.
Наместник смоленский в 1602—1603 годах.
Оставил единственного сына — Третьяка Вельяминова.